# سیارک ۷۳۶۲
سیارک ۷۳۶۲ (به انگلیسی: 7362 Rogerbyrd، نامگذاری:1996EY) هفت هزار و سیصد و شصت و دومین سیارک کشف شده‌است که در ۱۵ مارس ۱۹۹۶ کشف شد.
قدر مطلق سیارک برابر ۱۳٫۹۰ است.